# Higashiyama bunka
Higashiyama bunka (東山文化, Higashiyama bunka, « la culture de la Montagne de l'est ») est un mouvement culturel qui se développe au Japon pendant le règne du shogun Yoshimasa Ashikaga.

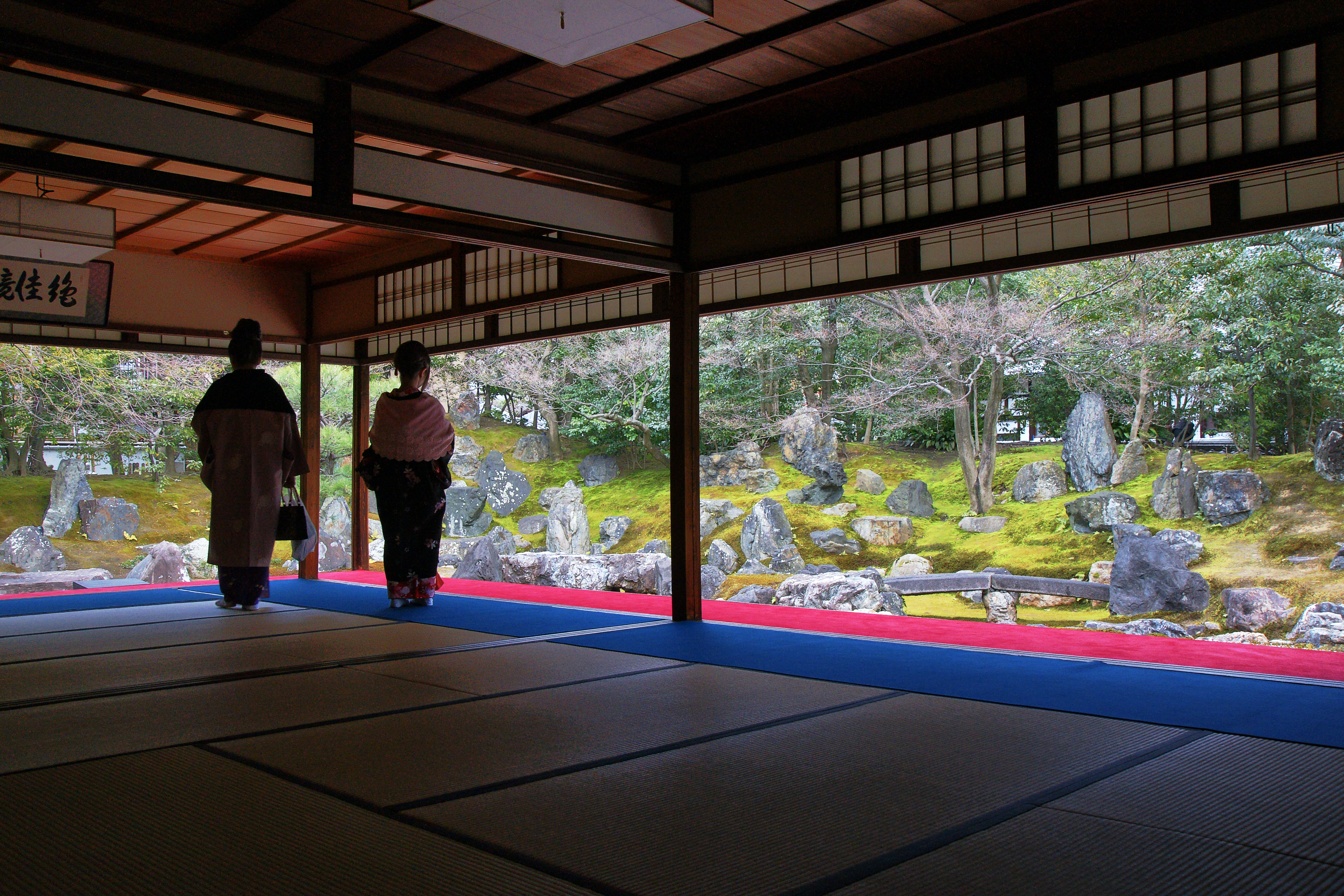
Temple à Higashiyama-ku, arrondissement de Kyoto.

Le shogun, retiré dans sa résidence de Kyoto (le Ginkaku-ji) à partir de 1473, y expérimente des concepts esthétiques pour l'aménagement des pièces : sol recouvert entièrement de tatamis, séparation des pièces par des parois translucides (shôji). La première salle de thé (chashitsu) a probablement été créée ici. Le chanoyu se met en place en réaction aux grandes réunions luxueuses de dégustation de thé jusqu'alors en vogue dans l'aristocratie. Proches de Yoshimasa, des artistes comme le peintre et poète Nōami (能阿弥, 1397-1471) et le moine Murata Jukō (村田珠光, 1423-1502) codifient la cérémonie du thé.